# デスルフォサルシナ属
デスルフォサルシナ属(デスルフォサルチナ属、デスルフォサルキナ属)はグラム陰性の非芽胞形成偏性嫌気性球菌。デスルフォバクター科に属し、細胞分裂後もいくつかの細胞が凝集して生育する。硫酸塩を硫化水素に還元する硫酸還元菌の一種で、名称は硫酸を還元するサルシナ型の細菌を意味する。基準種はデスルフォサルシナ・バリアビリス。
海水や汽水中に生息する。デスルフォビリジンは有さない。脂肪酸を炭素源として利用して完全に酸化する完全酸化型である。